# Годземба (герб)
Годземба (альтернативні назви: Ґодзємба, Годзамба, Годзямба, Годзємби, Ямьольки-Годзємби, Пінаріус, Піні, Три Сосни, пол. Godziemba, Godzamba, Godziąba, Godzięby, Jamiolki-Godzięby, Pinarius, Pini, Trzysośnie) — родовий герб польської, української, литовської та білоруської шляхти. Згадується в найстарішому збереженому на сьогодні польському гербовнику Insignia seu clenodia Regis et Regni Poloniae Яна Длугоша, написаному в 1464-1480 роках. Годземба є одним із 47 гербів, прийнятих (адоптованих) боярами литовськими під час Городельської унії 1413 року. 
Найбільш поширеним герб був серед шляхти, осідлої в землях бжесцькій, добжинській, каліській і серадзькій. Найбільш відомими родами, що вживали герб Годземба, були Любранські і Домбські. 

## Опис герба

### Історичний опис
Ян Длугош залишив такий опис герба і його носіїв у своїй праці:
Годземба, дерево зелене в червонім полі стоїть. Рід польський, в якому люди мудрі, але здатні на скупість.
Каспер Несецький, посилаючись на історичні праці Бартоша Папроцького, Марціна Бельського і Шимона Окольського, так описав герб в IV томі свого "Гербовника Польського":
Має бути сосна з трьома верхів'ями зеленими, чи гілками, з яких одна в середині, дві по боках її, під тими двома дві гілки обтяті, одна з одної сторони, інша з другої, у сосни п'ять коренів, стоїть в чорвонім полі. В шоломі над короною муж в латах, в правій руці таку ж сосну тримає, як описано, лівою рукою притримує шаблю.
Російський геральдист Олександр Лакієр залишив таке описання герба:
В червоному полі зеленого кольору сосна з трьома на ній гілками і п'ятьма коренями, дві гілки знизу зсічені (відтяті). В нашоломнику озброєний воїн тримає в руці таку ж сосну. Початок цього герба відносять до XI століття й зображення на гербі пояснюють тим, що лицар Годземба, у війні з моравами, яку очолив краківський воєвода Сецех, дуже успішно захищався від ворогів вирваною з корінням сосною.

### ГербовникКоролівства Польського
Герб ГОДЗЕМБА: в щиті червоного поля, сосна з трьома верхів'ями й п'ятьма коренями. Над шоломом з короною воїн в латах й шапці з гострим кінцем, з такою ж як у щиті сосною в правій руці, а ліву приклав на руків'я меча.
Герб ГОДЗЕМБА II: в щиті, розсіченому горизонтально, в верхньому золотому полі білий орел, вправо, з голубим овальним щитом на грудях, на якому золота зірка. В нижній частині щита, в червоному полі, сосна з трьома верхів'ями й чотирма коренями. Над шоломом з короною золота шестикутна зірка.

### Сучасний опис
На щиті в червоному полі сосна природного кольору, з трьома кронами і п'ятьма коренями. В клейноді половина лицаря в обладунках, тримаючого в правій руці таку саму сосну. Намет червоний, підбитий золотом.

## Історія

### Найдавніші згадки
- 1403 рік — найстаріша відома згадка про герб в судових записах.
- 1451 рік — печатка Якуба з Зоравиці, каноніка краківського.
- 1413 рік — внаслідок Городельської унії з'явився у Великому князівстві Литовському, Руському і Жемайтійському. Першим було прийнято до цього герба литовського боярина Станіслава Бутовтовича († 20 лютого 1428)

Герб був представлений серед інших польських гербів у Гербовнику Золотого Руна за 1433-1435 роки.

### Еволюція візерунку
В судовому записі за 1487 рік і привілею короля Олександра за 1505 рік щит має золоте поле, на якому сосна з трьома кронами зеленими й п'ятьма коренями. 

### Етимологія
Ян Длугош у своєму гербовнику описує герб під іменем Годзямба (Godzyamba) і подає золотий колір в сосни. Візерунок дерева є посиланням до Дерева Життя. 

### Гербова легенда
На підставі праць Бартоша Папроцького Каспер Несецький наводить так улегенду:
1094 року воєвода Кракова Сецех (Sieciech) виступив на чолі польської армії в Моравію, проте зустрів там сильний спротив. В бою польський лицар Годземба (Godziemba) втратив зброю. Один з ворогів бачачи його безпорадне становище погнався за ним. Годземба не розгубився й поскакав у сусідній ліс, вирвав з землі молоду сосну, й почав нею боронитись. Першим ударом ворог відтяв дві гілки соснові, але від того сосна стала тільки легшою і Годземба вдарив нею супротивника й звалив його з коня та впіймав і до воєводи Сецеха привів. У нагороду за свій вчинок йому був дарований герб із зображенням цієї сосни.
На підставі праць давньоримського історика Флавія Вопіска Каспер Несецький записав іншу легенду:
Імператор Проб з Німецької Сарматії відібрав для свого війська 16 тисяч молодих людей, яких для кращого бойового навчання розподілив між своїх досвідчених воїнів. Задля видовищ і втіхи римлян цей імператор також наказав своїй кавалерії виривати з коренем здорові й високі дерева й звозити до Риму, щоб потім там на великій території їх до балок прив'язати та закопати в землю з корінням, ніби то великий ліс, який він подарував римлянам. Потім він наказав випустити в цей ліс тисячі страусів, оленів, сарн та іншої звірини, й дозволив простому люду ходити по цьому лісі й брати собі все те, що хто хотів. Деяким же сарматам, що працювали на облаштуванні того лісу, від імператора Проба була надана, в якості компенсації за працю, сосна в гербі, з яким вони повернулись на свою Вітчизну й рід свій там поширили.
Після Городельської унії 1413 року ряд гербів, в тому числі й Годземба були закріпленні за представниками литовсько-руської (української) шляхти, та відбулось зрівняння прав шляхти католицького віровизнання Королівства Польського та шляхти Великого князівства Литовського, Руського та Жемайтійського. 

## Роди
Тадеуш Гайль у своєму Гербовнику польському подає 245 прізвищ шляхетських родів Речі Посполитої (Білорусі, України, Литви і Польщі), що користувались цим гербом:
Абервої (Aberwoj), Августини (Augustyn).
Бабські (Babski), Барти (Bart), Бартелі (Bartel), Бартлі (Bartl), Басаки (Basak), Бауми (Bauma), Бервольди (Bierwold), Бітольдовичі (Bitoldowicz), Блоницький (Błonicki), Босаковські (Bosakowski), Боумани (Bouman), Бохенські (Bocheński), Бутмановичі (Butmanowicz), Бутовичі (Butowicz), Бутовтовичі (Butowtowicz), Бутовцовичі (Butowcowicz), Буттмановичі (Buttmanowicz).
Ванґлежи (Wanglerz), Варденські (Wardeński, Wardęski), Вардинські (Wardyński), Вариські (Waryski), Васучинські (Wasuczyński), Венгленські (Węgleński), Венглинські (Węgliński), Венецькі (Wieniecki), Виридарські (Wirydarski), Висоцькі (Wysocki), Вілями (Wilam), Вілямовичі (Wilamowicz), Вланські (Włański), Вожуцінські (Wożuciński), Вожучинські (Wożuczyński), Возуцінські (Wozuciński), Возучинські (Wozuczyński), Вольські (Wolski), Вонґлешинські (Wągleszyński), Вонсовські (Wąsowski), Вояжинські (Wojarzyński),  Вроченські (Wroczeński), Вянецькі (Wianiecki).
Гардзини (Gardzyna), Гардзінські (Gardziński), Гедушицькі (Gieduszycki), Ґенсовські (Gęsowski), Геровські (Gierowski), Гловінські (Głowiński), Гловниські (Głowniski), Глусинські (Głusiński), Гоголевські (Gogolewski), Годебські (Godebski), Годзелинські (Godzieliński), Годземби (Godzemba, Godziemba), Годзінські (Godziński), Гожиковські (Gorzykowski), Гожицькі (Gorzycki), Гожковські (Gorzkowski), Голашевські (Gołaszewski), Ґонсовські (Gąsowski), Гораєвські (Gorajewski), Гославицькі (Gosławicki), Гославські (Gosławski), Гоцлавські (Gocławski), Гудиновичі (Gudynowicz), Гусинські (Gusiński).

Дайневичі (Dajniewicz), Дакневичі (Dakniewicz), Данелевичі (Danielewicz), Данеловичі (Daniełowicz), Дерслави (Dersław), Доброленцькі (Dobrołęcki), Долобовські (Dołobowski), Домбровські (Dąbrowski), Домбські (Dąbski, Dąmbski), Дружиковські (Drużykowski).
Євлоки (Jewłok)
Жаленські (Żaleński), Жебровські (Żebrowski), Жеромські (Żeromski), Жоравецькі (Żorawiecki), Жоровські (Żorowski), Журавицькі (Żórawicki), Журавські (Żórawski, Żurawski), Журальські (Żuralski).
Залеські (Zaleski).
Ігнатовичі (Ignatowicz, Ihnatowicz), Іншкевичі (Inszkiewicz), Іртищовичі (Irtyszczowicz).           
Йочі (Jocz).
Кампліци (Kamplica), Капличі (Kaplicz), Капліча (Kaplicza), Кіковські (Kikowski), Кіцькі (Кицькі) (Kicki), Кобелицькі (Kobielicki), Кобилецькі (Kobylecki), Ковалевські (Kowalewski), Ковальковські (Kowalkowski), Коральковські (Koralkowski), Ко(р)женівські та Ко(р)женевські (Korzeniewski), Ко(р)женянські (Korzeniański), Крептовичі (Kreptowicz), Кретовичі (Kretowicz), Крилинські (Kryliński), Куреки (Kurek), Кухар(ж)евські (Kucharzewski), Кухарські (Kucharski), Кшевські (Кржевські) (Krzewski).
Лавриновичі (Ławrynowicz), Ласкар(ж)і (Ласкаржиці) (Łaskarz, Łaskarzyc), Лихинські (Lichiński), Лієвські (Lijewski), Лубянські (Łubiański), Любанські (Lubański), Любчинські (Lubczyński), Люберадзькі (Luberadzki), Любянські (Lubiański), Любятовські (Lubiatowski), Люборадзькі (Luboradzki), Любранські (Lubrański), Ляскарі (Ласкари, Ласкаріси) (Laskary, Laskarys).
Мазановські (Mazanowski), Малешевські (Maleszewski), Малиновські (Malinowski), Малишевичі (Małyszewicz), Малишинські (Małyszyński), Малишки (Małyszko), Малішевські (Maliszewski), Малушевичі (Małuszewicz), Менжинські (Mężyński), Мінтовти (Мінтовти-Чижі) (Mintowt, Mintowt-Czyż), Мулінські (Мулинські) (Muliński).
Надаржицькі (Nadarzycki), Насьоловські (Nasiołowski), Нерліхи (Nerlich, Nierlich), Нехцяновські (Niechcianowski), Нехцянські (Niechciański), Низинські (Нізінські) (Niziński), Ніжинські (Niżyński), Нозинські (Noziński), Ножевські (Nożewski).
Оборські (Oborski), Ожеповські (Ożepowski), Ольшовські (Olszowski), Оссовські (Ossowski).
Павловські (Pawłowski), Памовські (Pamowski), Паневські (Paniewski), Панцевичі (Pancewicz), Паньовські (Paniowski), Паркоші (Parkosz), Пашевичі (Paszewicz), Пашевські (Paszewski), Петрашевичі (Pietraszewicz), Петр(ж)иковські (Pietrzykowski), Подборські (Podborski), Поддембські (Poddembski), Поплавські (Popławski), Пошевиці (Poszewic), Пуцеки (Pucek), Пуцки (Pucko), Пучеки (Puczek), Пуневські (Puniewski), Пчолецькі (Pczołecki).
Радецькі (Radecki), Редецькі (Redecki), Рижо (Ryżo), Рижі (Ryży), Русиновичі (Rusinowicz), Русиновські (Rusinowski).
Сандецькі (Sandecki), Свєцімські (Świecimski), Свєцінські (Świeciński), Свєнціцькі (Święcicki), Свєнцімські (Święcimski), Свєнцінські (Święciński), Серавські (Sierawski), Скирмонти (Skirmont), Скшантка (Skrzantka), Скшонтка (Skrzątka), Скшечинські (Skrzeczyński), Скшент (Skrzęt), Скшента (Skrzęta), Славошевські (Sławoszewski), Славушевські (Sławuszewski), Сноповські (Snopowski), Собанські (Sobański), Сомовські (Somowski), Сондецькі (Sądecki), Сонча (Sącza), Соснковські (Sosnkowski), Сосновські (Sosnowski), Сосонко (Sosonko), Стачинські (Staczyński), Ста(р)жинські (Starzyński), Стемінські (Stemiński), Стеміські (Stemiski), Стерпінські (Sterpiński), Стрембовські (Strębowski), Стренковські (Strękowski), Стржалковські (Стшалковські) (Strzałkowski), Стирпейки (Styrpejko).
Тарговицькі (Targowicki), Тележинські (Teleżyński), Томашкевичі (Tomaszkiewicz), Тринковські (Trynkowski), Тудолти (Tudołt).
Фалішовські (Faliszowski), Фальковські (Falkowski), Флямські (Flamski).
Ходовські (Chodowski), Ходоровські (Chodorowski).
Цваліна (Cwalina), Цеханови (Цєхануви) (Ciechanów), Цехановські (Ciechanowski), Цибовичі (Cybowicz), Цимдацькі (Cymdacki), Цимермани (Cymerman), Циндацькі (Cyndacki). 
Чарноцькі (Czarnocki), Чвалін (Czwalin), Чваліна (Czwalina), Чвалінські (Czwaliński), Чекани (Czekan), Чекановські (Czekanowski), Черкановичі (Czerkanowicz), Чижі (Czyż), Чижевичі (Czyżewicz), Чижевські (Czyżewski), Чиндацькі (Czyndacki).
Шишинські (Szyszyński).
Юговські (Юховські) (Juhowski), Юковські (Jukowski), Юшкевичі (Juszkiewicz).  
Ягутовичі (Jagutowicz), Ямьолковські (Jamiołkowski), Янчевські (Janczewski).
Юрій Личковський у своїй праці з геральдики до цього списку додає ще один рід:
Панкевичі (Pankiewicz).

## Відомі представники
- Войцех Венглинський (Wojciech Węgliński) (1713-1785), староста длуґоленський, війт холмський (1771), підстолій буський, полковник гусарської хоругви булави польної коронної, каштелян холмський (1776-1785).
- Лукаш Венглинський (Венгленський) (Łukasz Węgliński (Węgleński)) (†1784), чашник красноставський (17381-1752), стольник (1752-1770, 1771-1772), підчаший (1770-1771), хорунжий (1772-1775) і підкоморій (з 1775) холмський.
- Онуфрій Венглинський (Onufry Węgliński), підстолій холмський (1778-1786), хорунжий красноставський (1786-1790), хорунжий холмський (1790-1795).
- Бенедикт Ян Вольський (Benedykt Jan Wolski) (†1736), мечник берестейський з 1703, войський віленський (1712-1716), писар гродський віленський (1712-1720), сурогатор (заступник) гродський віленський (1720-1721), сурогатор земський віленський (1721-1722), підвоєвода віленський (1723-1727, 1735), хорунжий віленський (1727-1736).
- Ян Константи Вольський (Jan Konstanty Wolski), підчаший віленський (1681-1691), войський віленський (1690), писар гродський віленський (1690-1707).
- Теодозій (Теофіл) Годебський (1686-1756), релігійний діяч, василіянин, представник Української Греко-Католицької Церкви, єпископ Пінський і Турівський (1720—1730), Володимирський і Берестейський (1730—1756).
- Францішек Ксаверій Годебський (1801-1869), польський письменник і журналіст.
- Ципріан Годебський (1765-1809), польський поет, перекладач, публіцист, військовий діяч.
- Ципріан Годебський (1835-1909), польський скульптор.
- Адам Домбський (Adam Dąmbski) (†1660), стольник брестсько-куявський (1617-1640), каштелян слонський (1640-1651).
- Анджей Домський (Andrzej Dąmbski) (1550-1617), підстолій брестсько-куявський (1595-1602), каштелян конарсько-куявський (1602-1617).
- Анджей Домбський (†1734), хорунжий (1700-1714), підкоморій (1714-1715), каштелян (1715-1726) і воєвода (1726-1734) брестсько-куявський, сенатор-резидент (з 1718).
- Антоній Юзеф Домбський (Antoni Józef Dąmbski hrabia na Lubrańcu) (1706-1771)-граф на Любранцю, староста іновроцлавський (1725-1740), дибовський і нехоровський, воєвода брестсько-куявський (1734-1770).
- Антоній Войцех Домбський (Antoni Wojciech Dąmbski) (†1735), ловчий познанський (1720-1731), староста брестсько-куявський (1731-1734).
- Август Домбський (August Dąmbski) (бл.1730-1779)-граф на Любранцю, гусарський полковник (1750), асесор королівських судів, староста дибовський і пшедецький, королівський камергер (1765), староста гостининський (1770).
- Густав Євстахій Домбський (Gustaw Eustachy Dąmbski (Dąbski)) (1799-1863), прусський граф (титул надано йому з братом Юліаном 19 вересня 1826), доктор з права, поручник піхоти, учасник листопадового повстання (1830-1831), кавалер ордена Virtuti Militari, член парламенту в Берліні (Пруссія).
- Казимир Юзеф Домбський (Kazimierz Józef Dąmbski) (1701-1765), королівський підкоморій (1729-1730), стольник брестсько-куявський (1730-1737), хорунжий надвірний коронний (1737-1738), підчаший великий коронний (1738-1748), чашник великий коронний (1748-1756), воєвода серадзький (1756-1765).
- Юзеф Домбський (Józef Dąmbski) (†1793), староста карачинський, суддя земський летичівський (1767), каштелян буський (з 1785).
- Юзеф Войцех Домбський (Józef Wojciech Dąmbski) (1713-1778), хорунжий брестсько-куявський (1740-1755), каштелян ковальський (1755-1778).
- Ян Домбський (Jan Dąmbski), каштелян іновлодський (з 1621).
- Ян Домбський (†1723), мечник іновроцлавський (1688), каштелян конарсько-куявський (1688-1723).
- Ян Ігнацій Домбський (Jan Ignacy Dąmbski) (1740-1826), конфедерат барський, писар скарбовий коронний (з 1783), полковник кавалерії народової (1789), ревізор коронного скарбу (1786-1792), королівський камергер (1790).
- Ян Миколай Домбський (Jan Mikołaj Dąmbski) (†1707), мечник іновроцлавський, хорунжий надвірний коронний (1697-1702), каштелян войницький (1702-1707).
- Ян Станіслав Домбський (1630-1687), підстолій іновроцлавський (з 1655), каштелян конарсько-куявський (1682-1687).
- Ян Хреститель Домбський (Jan Chrzciciel Dąmbski) (1731-1812), полковник (1757), генерал-майор і генерал-ад'ютант коронного війська, генерал-інспектор коронної кавалерії (1779-1781), каштелян конарсько-куявський (1782-1783), ковальський (1783), останній каштелян іновроцлавський (1783-1795).
- Ян Шимон Домбський (Jan Szymon Dąmbski) (†1660), чашник іновроцлавський (1630-1635), каштелян конарсько-куявський (1635-1643), брестсько-куявський (1643-1660), сенатор-резидент з 1641, шафар брестсько-куявського воєводства (1648).
- Яцентій (Яцек) Домбський з Домб'я (Jacenty (Jacek) Dąmbski z Dąbia) (†1676), канонік гнезненської катедральної капітули (1645-1659), каштелян конарсько-ленчицький (1659-1663) і бецький (1663-1676).
- Анджей Ласкарж (Ласкаржиць) з Гославиць (Andrzej Łaskarz z Gosławic (Łaskarzyc, Laskary)) (1362-1426), єпископ познанський (1414-1426), дипломат.
- Миколай Любранський (Гардзіна-Любранський) з Любранця (Mikołaj Gardzina-Lubrański z Lubrańca) (бл.1460-1524), надвірний хорунжий з 1486, войський ленчицький (1489-1504), каштелян спицімірський (1492-1494), лондський (1494-1500), гнезненський (1501), воєвода каліський (1501-1511), познанський (1511-1524).
- Ян Любранський (Jan Lubrański) (1456-1520), єпископ плоцький (1497-1498), познанський (1498-1520).
- Антоній Радецький (Antoni Radecki) (†1737), хорунжий городельський (1703-1735), каштелян любачівський (1735-1737), підкоморій белзький (1718), суддя каптуровий воєводства белзького (1733).
- Казімеж Соснковський (1885-1969), віце-міністр (1919-1920) і міністр (1920-1924) військових справ Польщі, генерал броні Війська Польського (1936), Головнокомандувач Збройних Сил Польщі (1943-1944).
- Василь Богданович Чиж (Wasyl Bohdanowicz Czyż) (†1538), конюший великий литовський (1524).
- Кшиштоф Мінтовт Чиж (Krzysztof Mintowt Czyż) (†1686), підчаший мстиславський (1666-1678), стольник смоленський (1678).